# 深曽木の儀
深曽木の儀（深曾木の儀、ふかそぎのぎ）は、皇族男子が数え5歳になると行われる皇室の儀式。

## 深曽木
もともと「深曽木」（深曾木）とは、髪置き後に生え揃った髪の毛先を整える行事であった。髪剃（かみそぎ）などとも呼ばれ、公家社会では平安時代から行われていた。男女とも子どもが数え3歳から7歳になった頃に、吉日を選んで行われた。時間帯は、午後か夜間に行うことが多かった。

## 儀式の流れ
近代以降の皇室では、男児についてのみ「着袴の儀」に続いて「深曽木の儀」が行われている。『皇室誕生令』に規定はないが、1964年（昭和39年）11月1日に行われた浩宮徳仁親王（後の第126代天皇）の際は、次のように進行した。
男児は、童形服に白絹の袴を身に付け、右手に檜扇、左手に小さな松と橘の枝を持って、式場の中央に置かれた碁盤の上に立つ。東宮大夫が髪に櫛を入れ、和鋏で男児の毛先を切り揃える。そして、男児は盤上の2つの青石を踏みしめた後、「エイッ」と叫んで碁盤から飛び降りる。石を踏むのは禊、飛び降りるのは大地に足をしっかりつける意味とされる。衣服と髪形を整え、元気に碁盤から飛び降りることで、幼児から児童に成長したことを示す儀式である。
「深曽木の儀」が終わると、その姿のまま宮中三殿を参拝する。これは、一般の七五三における宮参りにあたるものとされる。
徳仁親王は、誕生50日目に宮中三殿を初めて参拝した際に昭和天皇から贈られた童形服と、父である皇太子明仁親王（後の第125代天皇）から譲られた白絹袴を用いた。秋篠宮悠仁親王の「深曽木の儀」は、2011年（平成23年）11月3日に行われた。なお事前に習礼（リハーサル）も行われた。

## 碁盤
浩宮徳仁親王の際には既存の碁盤が痛んでいたため、前沢碁盤店の3代目碁盤師である前沢銀三が制作した盤を日本棋院か寄贈した。献上の際には東宮御所囲碁指南役の長谷川章が検分を行った。この盤は徳仁親王の「深曽木の儀」から利用されている。

## 碁盤の儀
七五三の時期には、碁盤から飛び降りる「碁盤の儀」を行う神社もある。